# Inácio de Esmolensco

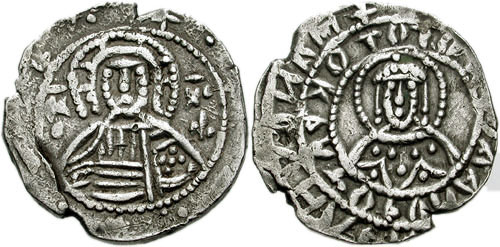
Estavrato do imperador Manuel II Paleólogo r.

Inácio ou Ignatij de Esmolensco (fl. 1389-1405) foi um viajante e escritor russo do final do século XIV e começo do XV que esteve ativo sobretudo nos Bálcãs bizantinos. Aparece pela primeira vez em 1389, quando realizou uma viagem de Moscou a Constantinopla na comitiva do metropolita Pimeno Com a morte de Pimeno em setembro de 1389 e a nomeação de Cipriano, Inácio permaneceu em Constantinopla até 1392 e provavelmente nos Bálcãs e no monte Atos até ca. 1405.
Três são as obras atribuídas a ele: Uma Jornada à Constantinopla (1389-1392), Uma Descrição de Salonica e a Montanha Sagrada e partes de uma Crônica Abreviada de 1404. Todas as três apresentam detalhes e cronologias meticulosas e funcionam como repositórios valiosos das obervações do autor. Elas são fontes de alguns eventos testemunhados principalmente ou unicamente por Inácio como a rota para Constantinopla pelo rio Don, a luta pelo trono entre João VII e Manuel II Paleólogo em 1390-1391 e a coração de Manuel II em 1392. Inácio também fornece uma lista das igrejas de Salonica e a mais antiga descrição em eslavo oriental do Atos, bem como relata em sua Jornada suas visitas aos sítios sagrados em ordem cronológica.